# Richard Bizier
Pour les articles homonymes, voir Bizier.
Richard Bizier, né le 26 février 1945 et mort le 29 décembre 2014 à Montréal, est un militant du Front de libération du Québec. 

## Biographie
Richard François Bizier naît à Montréal le 26 février 1945.
Richard Bizier est libéré sous caution avant son procès en juin 1963, il quitte clandestinement le Canada et débarque dans l’archipel de Saint-Pierre-et-Miquelon en juillet. En cavale, il y demande l’asile politique,. En 1963 il est condamné pour négligence criminelle, . Il sort de prison en février de l’année suivante.
Richard Bizier est appréhendé avec plusieurs centaines d’individus le 25 juin 1968. Lui sont reprochés sa participation aux émeutes de la rue Sherbrooke et son entrave à la liberté des personnes réunies pour la Saint-Jean-Baptiste. Il s'enfuit aux îles Saint-Pierre-et-Miquelon et de là, passe en France où il obtient le statut de réfugié politique en novembre 1971, un précédent pour un Québécois. Il revient au Québec en 1972.
Il fut également chansonnier vers 1964. Il aide à la fondation du Rassemblement pour l'indépendance nationale avec Pierre Bourgault. Il est également critique gastronomique dans différentes publications telles le Journal de Montréal. Il lutte longtemps pour la reconnaissance de la langue française au Québec.
En 1985, il participe à l’enregistrement de 13 émissions La cuisine française des Amériques produite par Pierre Nadeau.
Richard Bizier meurt le 29 décembre 2014 à l’hôpital Saint-Luc de Montréal.

## Publications
La publication se fait à compte d'auteur.
- 15 femmes chefs : les recettes préférées et les produits coups de cœur de ces femmes qui redéfinissent la cuisine au Québec, Montréal, Amérik Média, 2012, 191 p., 26 cm (ISBN 978-2-923543-19-2).
- Répertoire des fromages du Québec, Montréal, Éditions Trécarré, 2002, 351 p., 21 cm (ISBN 978-2-89568-402-2).
- Fruits et légumes de nos marchés, Montréal, Éditions Caractère, 139 p., 21 cm (ISBN 2-923351-53-3).
- Recettes traditionnelles du temps des fêtes, Éditions Trécarré, 174 p., 20 cm (ISBN 978-2-89568-338-4)

## Distinctions
Médaille d'or de la ligue de l'enseignement et d'éducation sociale.